# The Weekly Standard
The Weekly Standard era una rivista politica statunitense di notizie, analisi e commenti, pubblicata 48 volte all'anno. Originariamente curato dai fondatori Bill Kristol e Fred Barnes, lo Standard era definito di orientamento neoconservatore.
La casa editrice fondatrice, News Corporation, fece debuttare la testata il 18 settembre, 1995. Nel 2009, News Corporation vendette la rivista a una consociata di Anschutz Corporation. Il 14 dicembre 2018, i suoi proprietari hanno annunciato che la rivista stava cessando la pubblicazione, e l'ultimo numero fu pubblicato il 17 dicembre. Le fonti attribuiscono la sua fine a una crescente divergenza tra Kristol e lo spostamento di altri giornalisti verso posizioni anti-Trump e lo spostamento del pubblico della rivista verso il trumpismo.
Molti degli articoli della rivista sono stati scritti da membri di think tank conservatori con sede a Washington, tra cui l'American Enterprise Institute, l'Ethics and Public Policy Center, la Foundation for Defense of Democracies, l'Hudson Institute e la Foreign Policy Initiative. Tra gli autori che hanno scritto per la rivista si possono citare Elliott Abrams, Peter Berkowitz, John Bolton, Ellen Bork, David Brooks, Gertrude Himmelfarb, Christopher Hitchens, Harvey Mansfield, Cynthia Ozick, Joe Queenan e John Yoo. 
Il sito web della rivista continua a pubblicare regolarmente commenti e articoli.